# 슈트르프스케플레소호

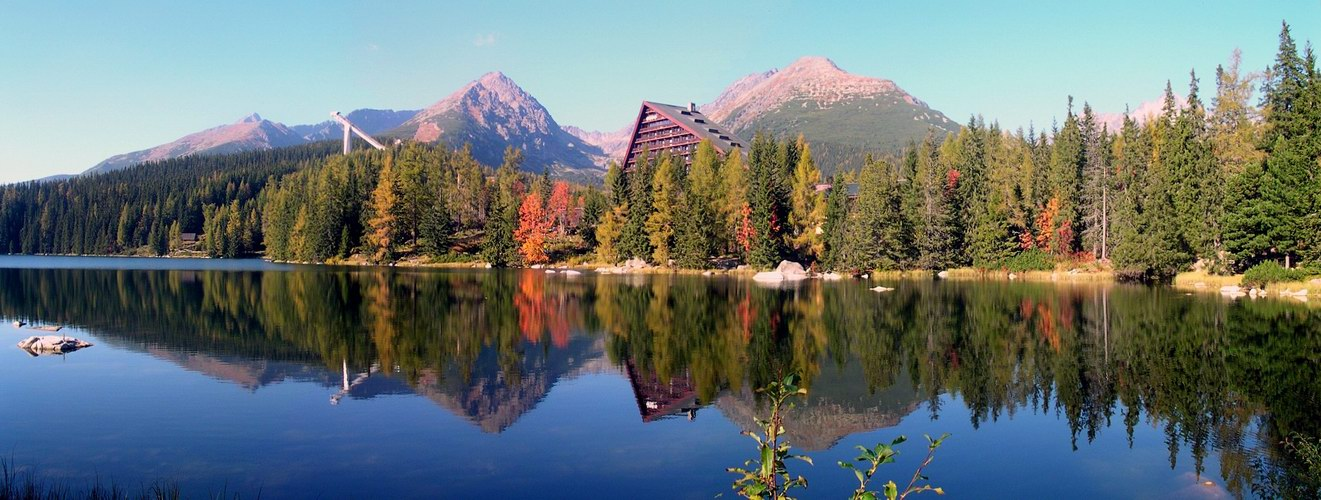
슈트르프스케플레소호

슈트르프스케플레소호(슬로바키아어: Štrbské pleso, 헝가리어: Csorba-tó 초르버-토[*], 독일어: Tschirmer See 치르머 제[*], 폴란드어: Szczyrbskie jezioro 슈치르프스키에 예지오로[*])는 슬로바키아 고타트리산맥에 위치한 작은 호수로 면적은 19.76ha, 최대 길이는 640m, 최대 너비는 600m이며 최대 수심은 20m, 수면 높이는 1,346m이다.
호수 이름은 슬로바키아어로 "슈트르바(Štrba)에 위치한 호수"를 뜻한다. 1년 중에 평균 155일 정도는 호수가 언다. 호수 인근에는 슈트르프스케플레소 마을이 위치한다.